# Chelonus tanycoleosus
Chelonus tanycoleosus är en stekelart som beskrevs av Ji och Chen 2003. Chelonus tanycoleosus ingår i släktet Chelonus och familjen bracksteklar. Inga underarter finns listade i Catalogue of Life.